# بطولة ويمبلدون 1886
قائمة ببطولات ويمبلدون لسنة 1886:

## فردي رجال
ويليام رينشاو هزم  هربرت لاوفورد. النتيجة: 6-0 5-7 6-3 6-4

## فردي سيدات
بلانشي بينجلي هزمت  ماود واتسن. النتيجة: 6-3, 6-3